# Маринизам
Маринизам (итал. marinismo) је стилски правац који је обиљежио италијанску барокну поезију у првој половини 17. вијека. Назив је добио по свом утемељивачу, пјеснику Ђан Батиста Марину, чији је стил прихватила велика група сљедбеника и имитатора. Настала у периоду опште моралне и друштвене кризе у Италији, маринистичка поезија је лишена сваког дубљег идејног или емоционалног садржаја и тежи једино формалном савршенству. Основне карактеристике њеног стила су необичне алегорије и антитезе, драстичне хиперболе, игре ријечима, изналажење нових поетских слика по сваку цијену, а посебно употреба такозваних кончета. Циљ поезије постаје жеља писца да остави дубоки утисак на читаоца, да зачуди и задиви. Ова чисто формална инвентивност даје маринистичкој поезији хладан интелектуалистички тон, који је посебно изражен код оних Маринових сљедбеника који су његове стилистичке постулате, а посебно оне негативније особине његове поезије, понекад доводили до апсурда. Маринизам у Италији није дао велике пјеснике. Његови најистакнутији представници су Клаудио Акилини и Ђироламо Прети. У шпанској књижевности маринизму одговара гонгоризам, а у енглеској јуфјуизам. Као синонимни појам за маринизам, са нешто ширим значењем, употребљава се сечентизам. Маринизам као стил имао је своје присталице и у дубровачкој поезији 17. и прве половине 18. вијека, Стијепу Ђурђевића, који је први покушао да имитира игре ријечима из једне Маринове пјесме, и Џиву Бунића. 